# 세종특별자치시의 무형문화재
세종특별자치시의 무형문화재는 무형문화재 중에서 세종특별자치시 내에 있는 문화재를 의미한다.

## 지정목록
| 번호 | 사진 | 명칭                  | 소재지                                          | 관리자 (단체)                    | 지정일                | 참조 |
| 1호  |      | 전의 궁인 (全義 弓人) | 세종 전의면 신방리 116-2번지                    | 주장응                           | 2012년 12월 31일 지정 |      |
| 2호  |      | 용암 강다리기         | 세종 연서면 용암길 2-10                         | 용암강다리기 추진위원회 (이강열) | 2016년 12월 30일 지정 |      |
| 3호  |      | 판소리 흥보가         | 세종 조치원읍 도원 1로 16, 신흥푸르지오 111-402 | 임영이                           | 2017년 3월 30일 지정  |      |

## 참고 자료
- 세종특별자치시 공고/고시